# Перетворювач зварювальний
Зварювальний перетворювач — установка, що складається зі зварювального генератора і приводного електродвигуна. Якщо як приводний використається двигун внутрішнього згоряння, така установка називається зварювальним агрегатом.
Зварювальні перетворювачі можна розділити на такі групи:
- за кількістю постів — на однопостові, призначені для живлення однієї зварювальної дуги, і багатопостові — для одночасного живлення декількох зварювальних дуг;
- за способом установки — на стаціонарні, нерухомо встановлені на фундаментах у зварювальних цехах, і пересувні, установлювані на рамах або колесах;
- за видом двигуна, що приводить в обертання генератор, — з електричними двигунами змінного струму й із двигунами внутрішнього згоряння (бензиновими й ін.);
- за способом виконання — на однокорпусні й роздільні (зварювальний генератор і двигун установлені на загальній рамі, а їхні вали з'єднані спеціальними муфтами);
- за формою зовнішньої статичної характеристики — з падаючими, пологопадающими, жорсткими й комбінованими характеристиками.